# Engenharia de áudio

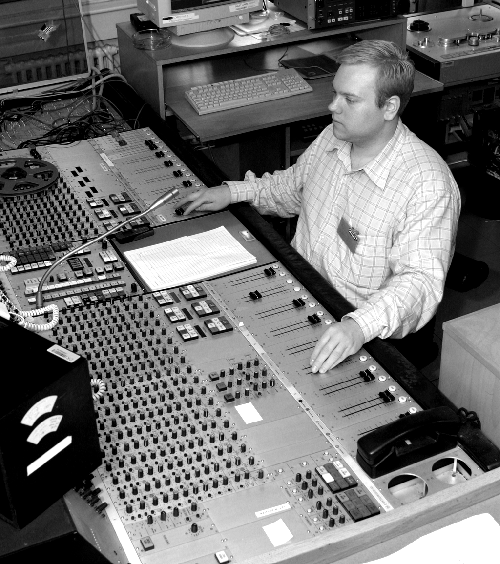
Um engenheiro de som no seu estúdio

A engenharia de áudio trabalha com a manipulação do som através de meios mecânicos ou eletrônicos, tanto por de empresas de sonorização ao vivo como por estúdios de gravações.
É importante ressaltar que a engenharia de áudio difere da engenharia acústica, principalmente no Brasil, visto que essa última tem o curso de graduação regularizado e também trabalha com a qualidade do som e design de ambiente.

## Engenharia de áudio no Brasil
Embora no Brasil, ainda não haja reconhecimento desta classe, principalmente por não haver cursos de graduação específico de engenharia de áudio, tem-se as ênfases ou especializações dos cursos de engenharia elétrica.
Também, profissionais formados em áreas relacionadas a física, elétrica, eletrônica, tecnologias e afins, podem atuar no campo do áudio profissional.

## Conhecimentos e Atuação
Os conhecimentos básicos da engenheira de áudio incluem matemática, física, elétrica, eletrônica analógica, eletrônica digital, acústica, psicoacústica, e música.
Uma pessoa com esta designação normalmente aparece listada nas fichas técnicas da maior parte dos discos musicais e também noutras produções que incluem som, tal como os filmes.
O campo de trabalho na engenharia de áudio é extenso, incluindo a criação e desenvolvimento de periféricos de áudio, como: mesa de mixagem, microfones, softwares de manipulação digital ou analógica, altos-falantes e equipamentos para efeitos e ajustes do som para filmes e televisão, som ao vivo, produções para rádios. Dentro do estúdio o engenheiro geralmente trabalha com o produtor do álbum e se encarregando dos aspectos técnicos da gravação, manipulação, mixagem e masterização do som.
Uma pessoa com esta designação normalmente aparece listada nas fichas técnicas da maior parte dos discos musicais e também noutras produções que incluem som, tal como os filmes.